# Plínio Profeta
Plinio Profeta (Rio de Janeiro) é um músico, dj compositor, multi-instrumentista e produtor musical brasileiro.
Plinio Profeta é um músico, compositor de trilhas sonoras e produtor musical. Ganhou o prêmio de melhor Trilha Sonora Original da Academia Brasileira de Cinema por duas vezes, com “O Palhaço” em 2011 e “O Filme da Minha Vida” em 2018. Plinio é multi instrumentista e já trabalhou com vários artistas brasileiros como Pedro Luis, O Rappa, Lucas Santanna, Xis e Tiê. Desde 2010, ele compõe trilhas sonoras de filmes ganhando vários prêmios.

## Biografia
Nascido no Rio de Janeiro, Plinio, com 12 anos, começou a aprender  a tocar violão. Com 19 anos foi morar em Los Angeles, nos EUA, ficando lá por 6 anos. No filme "Feliz Natal", dirigido por Selton Mello, ganhou prêmios no "Festival de Cinema de Curitiba" e FESTCINE Goiânia.
Foi premiado no filme O Palhaço, de 2011, com o Grande Prêmio do Cinema Brasileiro 2012 na categoria "Melhor Trilha Sonora Original". Também foi indicado no ano seguinte para esse prêmio, na categoria "Melhor Trilha Sonora" no filme E Aí... Comeu?. Em 2016, o filme "Divinas Divas", do qual escreveu a Trilha Sonora Original, ganhou o prêmio de Melhor Filme no SXSW.

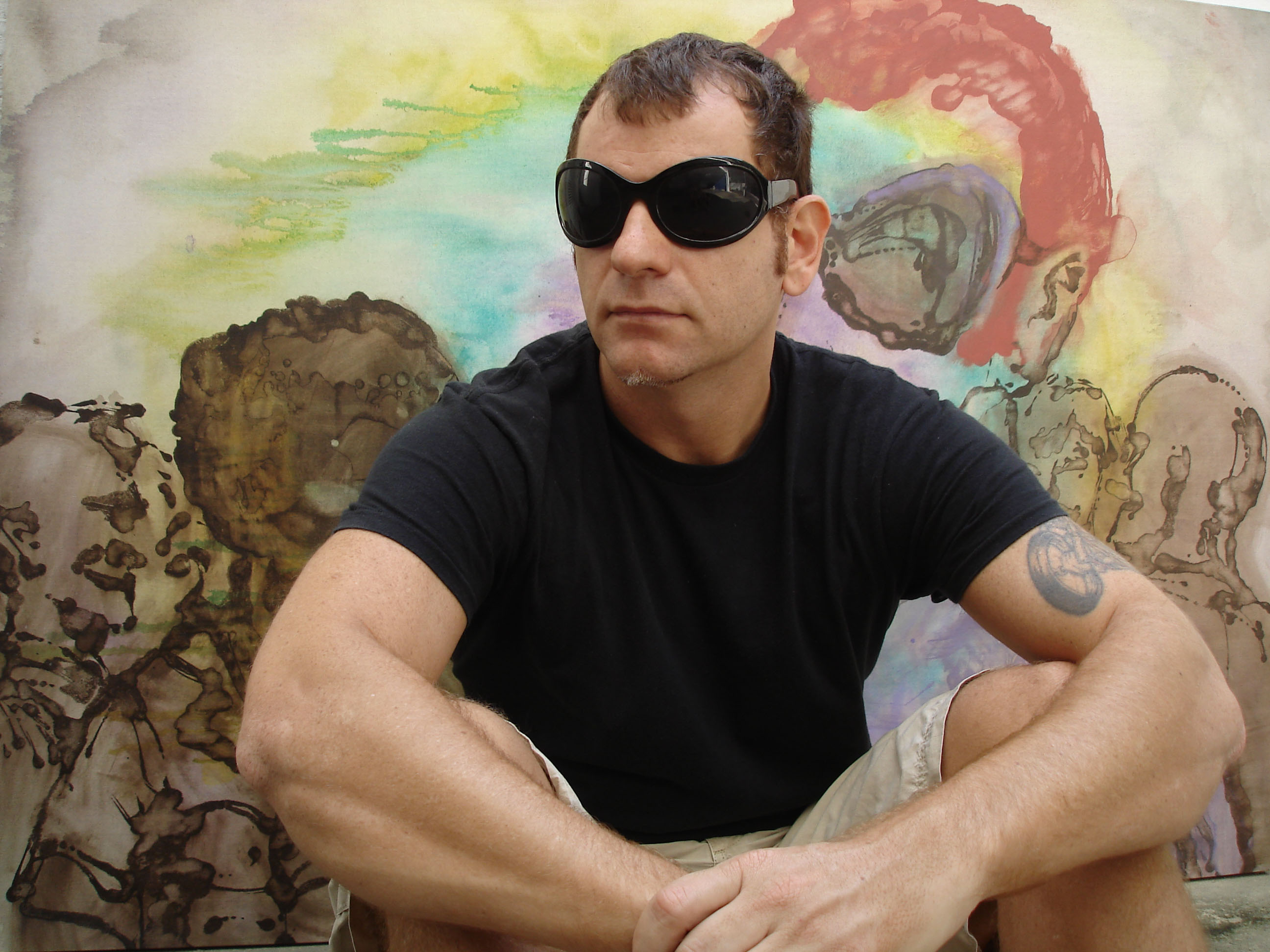
Plinio Profeta